# Спиріно (Кстовський район)
Спиріно (рос. Спирино) — присілок в Кстовському районі Нижньогородської області Російської Федерації.
Населення становить 20 осіб. Входить до складу муніципального утворення Слободська сільрада.

## Історія
Від 2009 року входить до складу муніципального утворення Слободська сільрада.

## Населення
| 2002 | 2010 |
| ---- | ---- |
| 7    | ↗20  |